# Paul Loverde
Paul Stephen Loverde (ur. 3 września 1940 w Framingham) – amerykański duchowny rzymskokatolicki, biskup pomocniczy Hartford w latach 1988–1994, biskup diecezjalny Ogdensburga w latach 1994–1999, biskup diecezjalny Arlingtonu w latach 1999-2016.
Studiował w Saint Bernard Seminary College w Rochester, który ukończył z wynikiem summa cum laude. Skierowany został na dalsze studia na Uniwersytecie Gregoriańskim w Rzymie. Zakończył je licencjatem z teologii w 1966. Święcenia kapłańskie otrzymał 18 grudnia 1965 w bazylice św. Piotra z rąk biskupa Francisa F. Reh. Po powrocie do kraju służył w diecezji Norwich. Pracował tam m.in. w trybunale diecezjalnym. W 1982 uzyskał licencjat z prawa kanonicznego na Katolickim Uniwersytecie Ameryki.
3 lutego 1988 otrzymał nominację na biskupa pomocniczego archidiecezji Hartford ze stolicą tytularną Octabia. 11 listopada 1993 mianowany ordynariuszem Ogdensburga. Pięć lat później 25 stycznia 1999 przeniesiony na biskupstwo Arlingtonu w Wirginii. 4 października 2016 przeszedł na emeryturę.